# 青標紙
青標紙（あおびょうし）とは、江戸時代後期の幕臣・国学者の大野広城（権之丞・忍軒）が著した武家故実書。全2巻で、前編は天保10年（1839年）に成稿され翌年出版。後編は天保11年（1840年）に成稿されて翌年出版。

## 概要
江戸幕府に仕える武士に必要な知識である武家故実についてを編集して懐中用の小型折本としたもの。武家諸法度・御定書・軍令・軍役・勤番・武具・行列・関所通行・服制・鷹狩などに関する諸規定から成り、しばしば発生する疑問やそれに関する回答について老中や目付に対する伺書の書式を用いて解説している（書札礼の役目も兼ねる）。
当時、江戸幕府は法令が一般に知られることを固く禁じていたため、大野も慎重を期して「300部限定」として刊行している。だが、大野の武家故実の研究がその規定に反する疑いが先著である『殿居嚢』・『泰平年表』刊行の段階で持たれており、『青標紙』の刊行で武家諸法度などの法令を掲載したことが決定的な証拠とされて、天保11年（1840年）6月9日大野は綾部藩に永預となり、著書は発行禁止とされ、刊行に関わった版元なども処分された。同年9月11日に大野は配流先にて憤死している。だが、刊行された書を完全に回収することは出来ず、大正時代に刊行された『江戸叢書』によって全容を知ることが可能である。